# Culicoides cameronensis
Culicoides cameronensis är en tvåvingeart som beskrevs av Kitaoka 1983. Culicoides cameronensis ingår i släktet Culicoides och familjen svidknott. Inga underarter finns listade i Catalogue of Life.